# Козинка (Тверская область)
Козинка — посёлок в Оленинском муниципальном округе Тверской области.

## География
Находится в юго-западной части Тверской области на расстоянии приблизительно 3 км на запад-северо-запад по прямой от административного центра округа поселка Оленино.

## История
На довоенной карте здесь были показаны отдельные строения. После войны начались торфоразработки. На карте 1987 года поселок показан как населенный пункт с населением приблизительно 90 человек. До 2019 года входил в состав ныне упразднённого городского поселения посёлок Оленино.

## Население
Численность населения: 37 человек (русские 100 %) в 2002 году, 12 в 2010.